# Symplezjomorfia
Symplezjomorfia – współwystępująca u co najmniej dwóch taksonów cecha prymitywna, plezjomorficzna, odziedziczona po przodkach starszych niż ostatni wspólny przodek. Wszystkie cechy symplezjomorficzne na danym poziomie systematycznym są synapomorfiami na wyższym poziomie. W przypadku występowania symplezjomorfii u wszystkich członków danej grupy mają one charakter filogenetycznie nieinformatywny. Interpretowanie symplezjomorfii jako synapomorfii może skutkować tworzeniem grup parafiletycznych.
Przykładami symplezjomorfii jest występowanie błon płodowych u ptaków i ssaków oraz łusek u krokodyli i jaszczurek.